# Jerzy Kuryłowicz
Jerzy Kuryłowicz (ur. 26 sierpnia 1895 w Stanisławowie, zm. 28 stycznia 1978 w Krakowie) – polski językoznawca. Zajmował się przede wszystkim językoznawstwem diachronicznym oraz językami indoeuropejskimi. Jest uważany za jednego z najważniejszych lingwistów XX wieku oraz za jednego z największych specjalistów w dziedzinie indoeuropeistyki.

## Życiorys
Urodził się w rodzinie Romana, urzędnika, i Flory z Kleczyńskich. Był starszym bratem Włodzimierza, mikrobiologa. Uczęszczał do szkół we Lwowie z niemieckim językiem nauczania (1901–1913), w tym do gimnazjum klasycznego (jego nauczycielem był m.in. językoznawca Gerson Blatt). Po zakończeniu nauki szkolnej wyjechał na studia do Hochschule für Welthandel w Wiedniu, gdzie uczęszczał na zajęcia z ekonomii, handlu, języków obcych oraz dodatkowo prawa i języków orientalnych (1913–1914).
Gdy wybuchła I wojna światowa, został wysłany na front w stopniu porucznika armii austriackiej.
Po wojnie studiował romanistykę i germanistykę na lwowskim Uniwersytecie Jana Kazimierza oraz równocześnie indologię i semitystykę, jednak m.in. językoznawca Andrzej Gawroński zwrócił uwagę na ogromne zdolności językowe Kuryłowicza i postarano mu się o stypendium w Paryżu, gdzie studiował u Meilleta, Vendryesa, Blocha oraz Cohena i Roquesa. W 1929 został mianowany profesorem na Uniwersytecie Lwowskim. Pełnił tam funkcję kierownika Zakładu Językoznawstwa Indoeuropejskiego i Zakładu Filologii Romańskiej. Na przełomie czerwca/lipca 1939 został wybrany ostatnim dziekanem Wydziału Humanistycznego polskiego UJK w okresie II RP.
W wyborach samorządowych z maja 1939 uzyskał mandat radnego Rady Miasta Lwowa, startując z Listy Chrześcijańsko-Narodowej.
Po II wojnie światowej na krótko (1946–1948) objął Katedrę Językoznawstwa Ogólnego na Uniwersytecie Wrocławskim, ale trudne warunki życia w mieście sprawiły, że przeniósł się do Krakowa, na Uniwersytet Jagielloński, w którym pełnił funkcję kierownika Katedry Językoznawstwa Ogólnego do przejścia na emeryturę w 1965 roku. Przez kilkanaście lat był też opiekunem katedr anglistyki, romanistyki i germanistyki.
Był członkiem wielu akademii naukowych (1931 członek-korespondent, 1938 członek czynny Polskiej Akademii Umiejętności; 1952 członek rzeczywisty Polskiej Akademii Nauk).
Jego prace stanowią podstawową lekturę z zakresu językoznawstwa indoeuropejskiego. Przyczynił się także do rozwoju metodologii językoznawstwa diachronicznego, m.in. rekonstrukcji wewnętrznej. Wiele pisywał ogólnie o języku, opierając się na poglądach Hjelmsleva, ale swoich poglądów nie zebrał w spójną syntetyczną teorię. Do ważniejszych publikacji należą: L'Apophonie en indo-européen (1956) i The Inflectional Categories of Indo-European (1964).
Wypracował teorię hierarchii funkcji płaszczyzn i jednostek językowych. Zajmował się problematyką izomorfizmu struktur fonologicznych, morfologicznych i składniowych. Doprecyzował pojęcie znaku językowego i analogii. Badał relację między diachronią a synchronią w języku. Istotny jest jego wkład w zakresie teorii laryngalnej oraz akcentologii indoeuropejskiej.

Według wspomnień prof. Mieczysława Szymczaka Jerzy Kuryłowicz miał fenomenalną pamięć, która pozwoliła mu na opanowanie kilkudziesięciu języków (oprócz tych, którymi posługują się Europejczycy, biegle znał języki semickie i hetyckie, język perski oraz sanskryt, a także klasyczną grekę i łacinę).

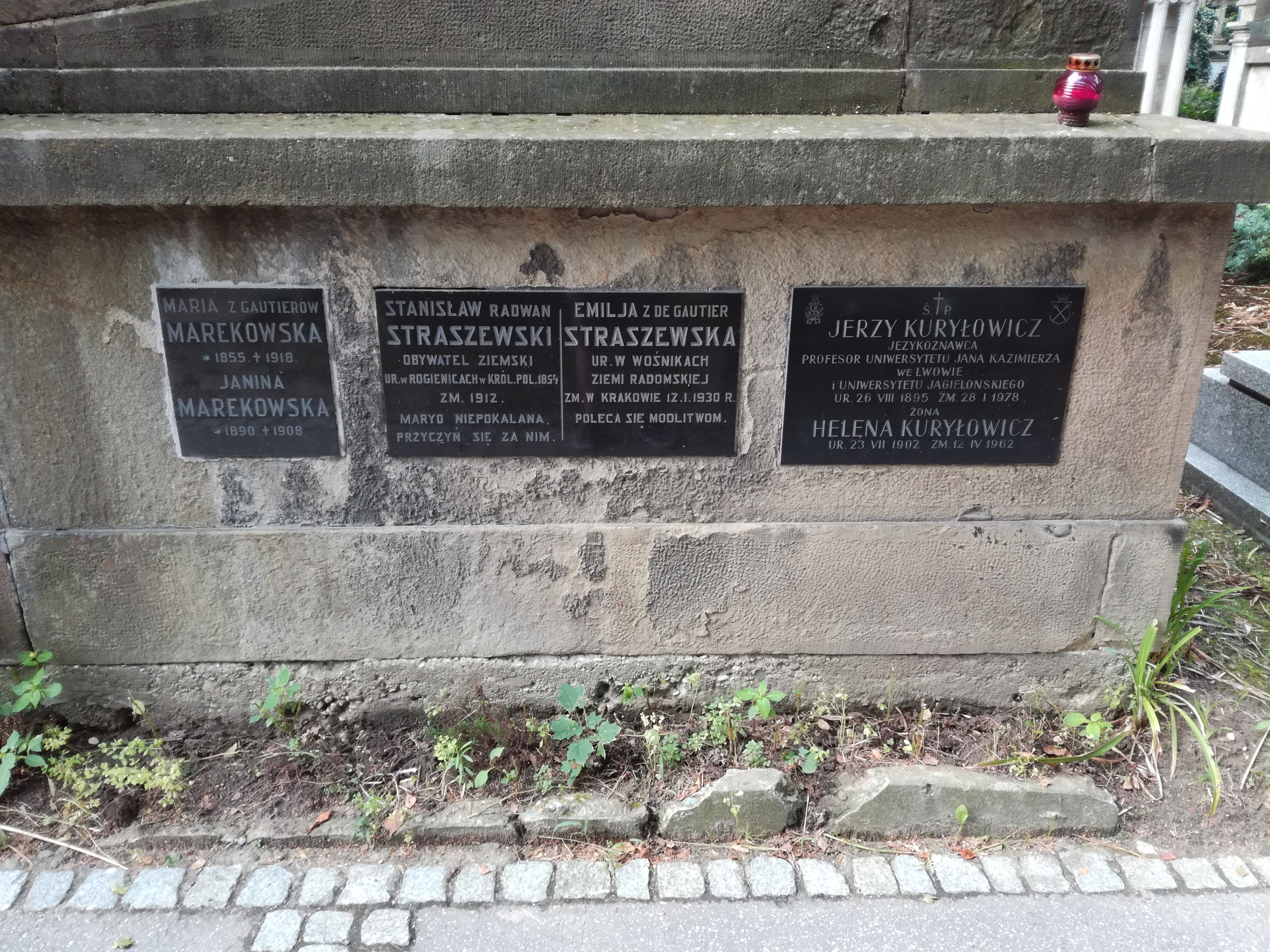
Grób prof. Jerzego Kuryłowicza na cmentarzu Rakowickim

Zmarł w Krakowie, pochowany na cmentarzu Rakowickim (kwatera 3-wsch-po prawej Przuchnickich).

## Dalsze publikacje
- Kuryłowicz, J., 1936. Derivation lexicale et derivation syntaxique. Kuryłowicz, J.,1960, 41–50.
- Kuryłowicz, J., 1938. Struktura morfemu. Kuryłowicz, J., 51–65.
- Kuryłowicz, J., 1949a. La nature des proces dits ’analogiques’. Acta Linguistica 5:121-38.
- Kuryłowicz, J., 1949b. La notion de l’isomorphisme. Kuryłowicz, J., 1960, 16–26.
- Kuryłowicz, J., 1949c. Le probleme du classement des cas. Kuryłowicz, J., 1960, 131–154.
- Kuryłowicz, J., 1960. Esquisses linguistiques. Wrocław – Kraków, Polska Akademia Nauk.
- Przedruki pięciu najważniejszych artykułów Kuryłowicza w przekładzie A. Holvoeta na język angielski zostały wydane przez W. Smoczyńskiego jako The Young Kuryłowicz, Kraków 2004.

## Ordery i odznaczenia
- Krzyż Komandorski z Gwiazdą Orderu Odrodzenia Polski (1 października 1957)[9]
- Krzyż Komandorski Orderu Odrodzenia Polski (11 listopada 1937)[10]

## Nagrody
- Nagroda Państwowa I stopnia za dzieło pt. L‘Accentuation des langues indoeuropeennes (1955)[11]
- Nagroda Państwowa I stopnia z okazji 20-lecia Polski Ludowej (22 lipca 1964)[12]

## Literatura biograficzna
Cztery artykuły biograficzne i bibliografia Kuryłowicza ukazały się w tomie pod red. W. Smoczyńskiego Kuryłowicz Memorial Volume, Part One, Kraków 1995.
- Adam Heinz, Prof. Jerzy Kuryłowicz, Biuletyn Polskiego Towarzystwa Językoznawczego, 1980.
- Józef Reczek, Prace onomastyczne Jerzego Kuryłowicza, „Onomastica”, r. 25, 1980.
- Wiktor J. Darasz, Z wersologicznych prac Jerzego Kuryłowicza, Język Polski, 2009, r. 89, z. 3.